# 池田太郎 (社会福祉教育家)
池田 太郎（いけだ たろう、1908年 - 1987年12月14日）は、日本の社会福祉教育家、近江学園創立者。
福岡県生まれ。1927年、京都府師範学校本科第二部卒業。1932年、同専攻科卒業。1946年、糸賀一雄、田村一二と近江学園を創立。1952年信楽寮（現信楽学園）、1962年信楽青年寮を開設し、信楽学園学園長を1970年まで務める。1970年社会福祉法人信楽青年寮寮長。民間下宿を全国で初めて発足させ、知的障害児・者の療育に力をそそぐ。しがらき会理事長。信楽町名誉町民。

## 著書
- 『子供を観る』一条書房 1943年
- 『ガウス曲線の両端 愛の近江学園』黎明書房 1951年
- 『ふれる・しみいる・わびる教育』野島出版 1969年
- 『精神薄弱児・者の教育』北大路書房 1973年
- 『精神薄弱児・者の生きがいを求めて 民間ホームの歩み』日本精神薄弱者愛護協会 1979年
- 『めぐりあい・ひびきあい・はえあいの教育』北大路選書 1979年
- 『人間らしさを求めて』学苑社 1984年
- 『池田太郎著作集 第2巻 精神薄弱児・者の教育 信楽からの便り』文理閣 1997年
- 『池田太郎著作集 第3巻 ふれる・しみいる・わびる教育 めぐりあい・ひびきあい・はえあいの教育』文理閣 1997年

## 注
1. ↑  『人物物故代年表』
2. ↑  『めぐりあい・ひびきあい・はえあいの教育』著者紹介